# Nikolaus Arndt

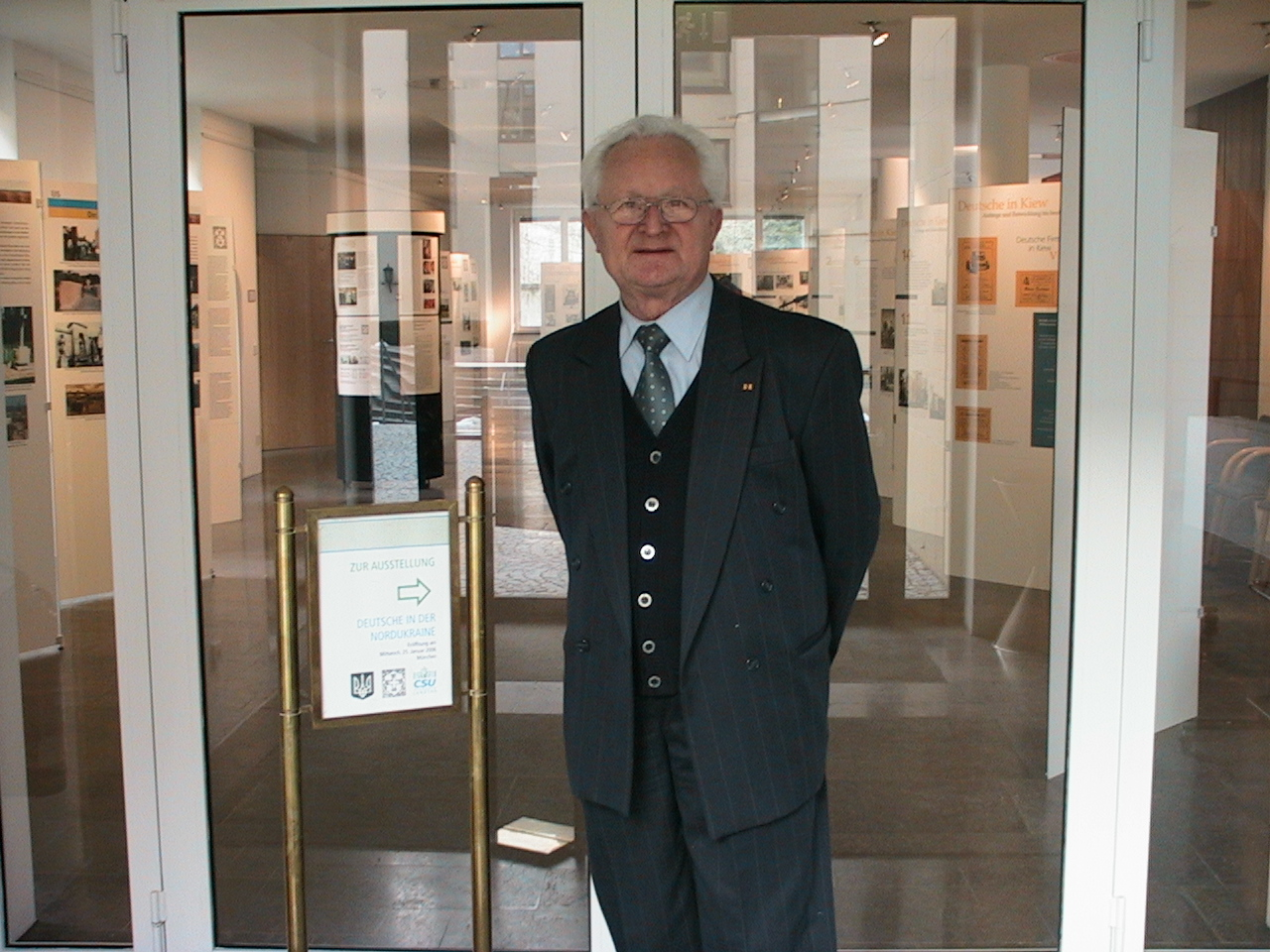
Nikolaus Arndt im Januar 2006 bei der Eröffnung der Ausstellung „Deutsche in der Nordukraine – Wolhynien und Kiew“ des Historischen Vereins Wolhynien e.V. im Maximilianeum, München

Nikolaus Arndt (* 19. Dezember 1928 in Rowno, Polen; † 2. Mai 2016 in Wiesentheid) war ein deutscher Architekt, Historiker und Kommunalpolitiker. Als Historiker befasste er sich vor allem mit deutschen und anderen minderheitlichen Siedlungsgruppen in Osteuropa im Kontext gesamteuropäischer Betrachtung. Er initiierte den Historischen Verein Wolhynien.

## Leben
Arndt wurde in der damals polnischen Wojewodschaft Wolhynien in der Westukraine geboren. Nach dem Ribbentrop-Molotow-Pakt übersiedelte die Familie 1940 ins okkupierte Westpolen (Kujawisch-Brest, Landkreis Leslau im Wartheland). 1941 verstarb die Mutter nach einer Typhuserkrankung. Mit anderen Oberschülern wurde er 1944 als Luftwaffenhelfer und Flakkanonier bei einer schweren Flakbatterie  in Posen eingesetzt. In dieser Zeit leistete er auch Dolmetscherdienste für miteingesetzte sowjetische Kriegsgefangene. Ab Januar 1945 erlebte er als Wehrmachtssoldat nach einer Umschulung zum „Panzerjäger“ die  Schlacht um Berlin. Trotz der widrigen Umstände gelang ihm ein Zusammentreffen mit seinem Onkel Theodor, der als französischer Zwangsarbeiter zu dieser Zeit ebenfalls in Berlin war. Im Mai 1945 geriet Nikolaus Arndt in sowjetische Kriegsgefangenschaft, aus der er im Juli 1945 entlassen wurde. Während der Gefangenschaft in den Lagern Landsberg/Warthe und Woldenberg wurde er von der Lagerpolizei zu Dolmetscherdiensten herangezogen. Seine Familienangehörigen, die durch ihre Flucht vor der vorrückenden Roten Armee über mehrere Stationen ins unterfränkische Wiesentheid gelangt waren, konnte er erst im Dezember 1945 wieder finden. Nach dem Besuch der Oberschule in Kitzingen vom Frühjahr 1946 bis März 1947, in der er das vorgeschriebene Wiederholungsjahr mit dem Abschluss der Mittleren Reife absolvierte, verließ er die Eltern und andere Verwandte wieder und zog nach Stuttgart, um dort eine Lehre (damals „Umschulung“) zum Maurer aufzunehmen. Wegen eines schweren Arbeitsunfalls auf einer Baustelle kehrte Arndt nach Wiesentheid zu den Eltern zurück. Nach vorübergehenden Arbeiten im Jahre 1949 in einem Kitzinger Architekturbüro und bei der Wiesentheider Baufirma Seiling nahm er im Wintersemester 1949/1950 das Studium des Hochbaus am Ohm-Polytechnikum in Nürnberg auf (später TH Nürnberg), das er am Balthasar-Neumann-Polytechnikum in Würzburg (später Fachhochschule Würzburg) 1953 abschloss. Nach den beruflichen Anfangsjahren in einem Schwabacher Architekturbüro (bis 1957) und als Bauinspektor bei der Verwaltung der fürstlich Castell’schen Banken und verschiedenen Anwesen der Land- und Forstwirtschaft beim Fürsten Castell (bis 1962) übernahm er vermehrt eigene Planungsaufträge. Ab 1963 richtete er in Wiesentheid sein Architekturbüro ein und arbeitete bis in die späten 1980er Jahre erfolgreich als Bauingenieur und selbständiger Architekt.
Neben Familiengründung und Engagement in örtlichen Vereinen und in der Kommunalpolitik betrieb  er ab Mitte der 60er Jahre Familienforschung und besuchte die seit dem Ersten Weltkrieg über mehrere europäische Länder verstreute Verwandtschaft. Nach einem Besuch seines Vetters in Moskau und seiner Tante in Leningrad (1966) hielt er im süddeutschen Raum Vorträge über die UdSSR und Polen. 1970 erschien sein erstes Buch Die Shitomirer Arndts über die generationenübergreifende Siedlungsgeschichte seiner Familie in Wolhynien. Beeindruckt von der Ostpolitik Willy Brandts trat N. Arndt 1970 in die SPD ein.
Ab 1973 arbeitete Arndt auch als Lehrer, Dolmetscher und Übersetzer für Russisch, später auch Polnisch. Über acht Jahre hinweg wirkte er im Bundesvorstand der Deutsch-Polnischen Gesellschaft (Düsseldorf). Nebenbei studierte er Geschichte an der Julius-Maximilians-Universität Würzburg. In seiner unterfränkischen Heimatgemeinde Wiesentheid engagierte er sich für den Aufbau der  Partnerschaft mit Rouillac.
Eine gemeinsame Initiative von N. Arndt und Pastor Hugo Karl Schmidt (1909–2009) führte 1975 zur Gründung des Historischen Vereins Wolhynien e.V. Der Verein widmet sich der Aufarbeitung der Geschichte der Wolhyniendeutschen und Wolhyniens. In diesem Rahmen fungierte Arndt auch als Vorsitzender und Mitherausgeber der Publikationsreihe Wolhynische Hefte. Im April 2014 wählte ihn die Mitgliederversammlung des Vereins zum Ehrenvorsitzenden.
Ab 1981 war er Mitglied der Historisch-Landeskundlichen Kommission für Posen und das Deutschtum in Polen mit Sitz in Mainz und Marburg.
Nach 1976 bekleidete er über acht Jahre das Amt des stellvertretenden Landrates im Landkreis Kitzingen. In dieser Zeit setzte er sich auch als Gründungsmitglied und 1. Vorsitzender des Fördervereins ehemalige Synagoge Kitzingen für die Erhaltung der Kitzinger Synagoge und deren Verwendung als Kulturzentrum ein. Im Jahr 2001 entstand in Zusammenarbeit mit dem damaligen Botschafter der Ukraine, Jurij Kostenko, und gefördert durch das Bundesministerium des Innern eine dreisprachige Text- und Fotodokumentation Deutsche in der Nordukraine – Wolhynien und Kiew. Die Ausstellung wurde in Kiew, Odessa, Linstow und im Münchener Maximilianeum präsentiert.

## Ehrungen
- Ehrenurkunde für den persönlichen Beitrag zur Völkerverständigung zwischen den beiden Ländern, überreicht am 20. Oktober 1995 durch den Botschafter der Ukraine Jurij Kostenko im Rathaus Wiesentheid
- Bundesverdienstkreuz am Bande der Bundesrepublik Deutschland, überreicht am 4. Mai 1998 durch den unterfränkischen Regierungspräsidenten Franz Vogt
- Kulturpreis der Landsmannschaft Weichsel-Warthe, Dr.-Kurt-Lück-Preis für besondere Verdienste auf kulturellem, wissenschaftlichem oder heimatpolitischem Gebiet, verliehen am 9. Juni 2001 durch den Vorsitzenden der Dr.-Kurt-Lück-Stiftung in Wiesbaden
- Ehrenteller des Marktes Wiesentheid, überreicht durch Bürgermeister Walter Hahn am 19. Dezember 2003
- Medaille für besondere Verdienste um die kommunale Selbstverwaltung (Bronze),
- Willy-Brandt-Medaille und Ehrenurkunde der SPD, überreicht von Frank Hofmann (MdB) am 28. Dezember 2008 in Wiesentheid
- Ehrenvorsitzender des Historischen Vereins Wolhynien e.V. (2. Mai 2014)[2]

## Werke
- Die Shitomirer Arndts. Eine Familiengeschichte vor dem Hintergrund hundertfünfzigjähriger Geschichte der westlichen Ukraine, mit 13 Abbildungen, Holzner Verlag, Würzburg 1970, 151 S.
- Sbornik russkirch i ukrainskich pesen, Hrsg. (Russisches und ukrainisches Liederbuch), Wiesentheid 1976/1985, 75 S., 78 Lieder
- Ein Wolhynier erzählt, Aus dem Leben von Alexander Arndt im zaristischen Ostwolhynien, im polnischen Westwolhynien, im „Warthegau“ und in Unterfranken, mit 16 Abbildungen, Wiesentheid 1982, Selbstverlag 131 S.
- Die beiden ehemaligen jüdischen Friedhöfe in Rehweiler, Gemeinde Geiselwind 1988, 11 S. mit 4 Abbildungen, mit einem Vorwort von Kreisheimatpfleger Hans Bauer
- Die Deutschen in Wolhynien. Ein kulturhistorischer Überblick, (Bildband Großformat), Kraft Verlag, Würzburg, 1994, 96 S., Rezensionen in: Weg und Ziel, 1995, Nr. 2, S. 9 von Ewald Weiss, in: Weichsel-Warthe, Dez. 1995 von G. Rudolf und Harald Schäfer
- Die Familien Arndt und Stebner, Bildband über Familienzweige aus Ostdeutschland, Wolhynien in der westlichen Ukraine, aus Polen, dem Ostsudetenland und aus Franken, Wiesentheid 1996, Selbstverlag, 132 S. incl. Abbildungen
- Die Rettung des Synagogengebäudes, Über die mühevolle Arbeit des „Fördervereins ehemalige Synagoge Kitzingen“ in den Jahren 1982 bis 1993, sowie über andere Bemühungen – Chronologischer Ablauf, Wiesentheid 2001, Verlag Wolyn in Shitomir (Ukraine), 56 S.
- Als Sanitätssoldat im Zweiten Weltkrieg, Bei Kämpfen in Jugoslawien, Rußland, Italien sowie in der Gefangenschaft in Nordafrika – Tagebuch, Briefe, Gedichte, Betrachtungen von Walter Mix, zusammengestellt, bearbeitet und herausgegeben von Nikolaus Arndt, Wiesentheid 2001 (Verlag „Wolhynien“, 2000), 107 S., ISBN 966-7390-75-6
- Deutsche in der Nordukraine – Wolhynien und Kiew, Begleitheft zu einer Ausstellung des Historischen Vereins Wolhynien, Wiesentheid 1999, 66 S., Bericht darüber in Jahrbuch Weichsel-Warthe, 2003, S. 137–143, ferner in: DOD Deutscher Ostdienst 10/2003, S. 30, Neuauflage des Kataloges für eine dreisprachige Variante der Ausstellung: deutsch, ukrainisch, russisch, Wiesentheid 2001, 55 S.
- Nachkriegsjahre – Der Maler Unbehauen und andere halten die Zeit nach 1945 in Wiesentheid fest, Herausgegeben von Nikolaus Arndt, Marktgemeinde Wiesentheid 2005, 85 S., incl. Abbildungen der Bilder des Malers Ernst Unbehauen
- Suche nach Heimat, Ein Junge zieht aus Wolhynien, über den „Warthegau“, über den „Endkampf“ in Berlin auf der Suche nach seiner Familie quer durch Deutschland zu seiner Neuheimat Franken und zu seiner Großheimat Europa, Wiesentheid 2005, Selbstverlag, 171 S. incl. Abbildungen.
- Ungeeignete Ratgeber – Erläuterungen zur Situation in der Ukraine. Historisch und gegenwärtig, Wiesentheid 2011,
- Wolhynien und seine Deutschen im Verlauf der Jahrhunderte – Historischer Überblick vom 13. bis zum 20. Jahrhundert, Wiesentheid 2012,
- Das andere Kitzingen. Stadt und Umland im Dritten Reich, Nichtanpassung – Widerstand – Zwangsarbeit, zusammengestellte Berichte von Nikolaus Arndt, herausgegeben von Siegfried Eschner, Medienzentrale Kitzingen 2012, 109 S., mit einem Vorwort von Böhm

### Wolhynische Hefte
- Kolonie Korist – Entstehung, Entwicklung und Auflösung einer deutschen Bauernsiedlung im mittleren Wolhynien in den Jahren 1867–1940, in: Folge 1, 1980, S. 5–41
- Berühmte Porzellanfabrik und erste evangelisch-lutherische Gemeinde in Korec, in: Folge 2, 1982, S. 66–75
- Die Wolhyniendeutschen und die Machtinteressen in Ost- und Mitteleuropa, in: Folge 2, 1982, S. 91–140, Bemerkungen hierzu v. Gotthold Rhode, Mainz, in der 4. Folge, S. 222
- Zeittafel zur Geschichte Wolhyniens, in: Folge 2, 1982, S. 141–148
- Motive zur Verbannung der Wolhyniendeutschen im Ersten Weltkrieg, in: Folge 4, 1986, S. 184–222, (mit Diskussionsbeitrag Edgar Hösch, München/Estenfeld)
- Umsiedlung wolhyniendeutscher Kolonisten ins Baltikum 1907–1913, Ein Muster für geplante und begonnene Eindeutschungen während der beiden Weltkriege in Osteuropa, in: Folge 5, 1988, S. 91–214, auch als Sonderdruck
- Familien aus Anette und Josefine. in: Folge 5, 1988, P13
- Tschechen in Wolhynien Aus der Siedlungsgeschichte 1862–1947 Mit Vergleichen zur Situation der Deutschen, in: Folge 6, 1990, S. 71–84, Übersetzung ins Englische in Wandering Volhynians 9/96, S. 12–14 von Irmgard H. Ellingson
- Die Ostgrenze Polens innerhalb Wolhyniens – historische und aktuelle Aspekte, in: Folge 6, 1990, S. 144–152
- Der vergessene, rätselhafte Wohltäter Baron Theodor Steinheil aus Gorodok bei Rowno und sein erstes wolhynisches Museum, in: Folge 6, 1990, S. 93–95
- 15 Jahre Historischer Verein Wolhynien – Rückblick. Die Entstehungsgeschichte, in: Folge 6, 1990, S. 5–8
- Judenschicksale 1941-1944. Auszüge über Vernichtungen, Widerstände aber auch Unterstützungen von Juden, in: Folge 8, 1994, S. 103–105